# Tuberfemurus laminatus
Tuberfemurus laminatus är en insektsart som beskrevs av Zheng, Z. 1992. Tuberfemurus laminatus ingår i släktet Tuberfemurus och familjen torngräshoppor. Inga underarter finns listade i Catalogue of Life.